# Speocarcinus lobatus
Speocarcinus lobatus är en kräftdjursart som beskrevs av Danièle Guinot 1969. Speocarcinus lobatus ingår i släktet Speocarcinus, överfamiljen Xanthoidea, ordningen tiofotade kräftdjur, klassen storkräftor, fylumet leddjur och riket djur. Inga underarter finns listade i Catalogue of Life.